# الحزب الشيوعي البرتغالي
الحزب الشيوعي البرتغالي ((بالبرتغالية: Partido Comunista Português) (اختصارا PCP)، هو حزب سياسي رئيسي في البرتغال. إنه حزب ماركسي-لينيني ، ويقوم تنظيمه على المركزية الديمقراطية. كما يعتبر الحزب نفسه وطنيًا وعالميًا . 
تأسس الحزب عام 1921 باعتباره الفرع البرتغالي للأممية الشيوعية (كومنترن).

## روابط خارجية
- الموقع الرسمي للحزب الشيوعي البرتغالي
- الموقع الرسمي للشبيبة الشيوعية البرتغالية
- مهرجان أفانتي! الموقع الرسمي
- أفانتي! طبعة صحيفة على الانترنت
- السيرة الذاتية القصيرة لـ PCP من قبل مركز أرشيف ثورة القرنفل